# Hannah Marshall
Hannah Marshall (Greenlane, 1984) è un'attrice neozelandese.

## Biografia
Marshall nasce a Greenlane, un sobborgo di Auckland, Nuova Zelanda. In gioventù pratica ginnastica, rappresentando la Nuova Zelanda ai campionati, finché una frattura alla schiena durante l'adolescenza la costringe a rinunciare allo sport e a concentrarsi, invece, sul canto e i match di improvvisazione teatrale. Dopo aver terminato la scuola, si trasferisce in Germania, dove lavora per un anno come ragazza alla pari.
Tornata in Nuova Zelanda, si iscrive ai corsi di laurea in Arte e Commercio, ma vi rinuncia per dedicarsi alla recitazione. Si unisce a varie produzioni teatrali itineranti e, nel 2009, si trasferisce in Australia, partecipando al Melbourne International Comedy Festival con The Cat and Mouse Show al La Mama Theatre. Dopo alcuni ruoli televisivi, ottiene la parte di Loretta Schembri nella serie Packed to the Rafters, lasciando così il lavoro in un centro di aromaterapia che aveva trovato nel frattempo.

## Filmografia

### Cinema
- Veneer, regia di Trent Atkinson – cortometraggio (2010)
- The Big Time – cortometraggio (2010)
- The Infinite Man, regia di Hugh Sullivan (2013)

### Televisione
- Shortland Street – serial TV, 22 puntate (2006-2007)
- Reckless Behavior: Caught on Tape, regia di Donald Wrye – film TV (2007)
- Amazing Extraordinary Friends – serie TV, 18 episodi (2007)
- Burying Brian – serie TV, episodi 1x04-1x05-1x06 (2008)
- Diplomatic Immunity – serie TV, 13 episodi (2009)
- All Saints – serie TV, episodio 12x25 (2009)
- Packed to the Rafters – serie TV, 65 episodi (2010-2013)
- NCIS - Unità anticrimine (NCIS) - serie TV, episodio 12x03 (2014)